# Spring Fever (film 1919)
Spring Fever è un cortometraggio muto del 1919 diretto da Hal Roach. Il film, di genere comico, fu interpretato da Harold Lloyd, Snub Pollard, Bebe Daniels, Sammy Brooks.

## Trama
Harold è un contabile che lavora in un ufficio ma non riesce tenere la sua mente sul suo lavoro: il tempo primaverile è troppo bello per stare al chiuso. Dopo essere scappato dall'ufficio si scatena al parco.